# Diflunisal
Le diflunisal est un médicament non stéroïdien aux propriétés analgésiques, anti-inflammatoires et antipyrétiques. Il s'agit d'un analgésique non narcotique à action périphérique. L'habitude, la tolérance et la dépendance n'ont pas été signalées. Le diflunisal est un dérivé difluorophénylique de l'acide salicylique.

## Mécanisme d'action
Le mécanisme précis des actions analgésiques et anti-inflammatoires du diflunisal n'est pas connu. Le diflunisal est un inhibiteur de la prostaglandine synthétase. Chez les animaux, les prostaglandines sensibilisent les nerfs afférents et potentialisent l'action de la bradykinine pour induire la douleur.